# 1966년 FIFA 월드컵 결승전
1966년 FIFA 월드컵 결승전(영어: 1966 FIFA World Cup Final)은 8번째 FIFA 월드컵인 1966년 FIFA 월드컵의 축구 결승전 경기였다. 이 경기는 잉글랜드와 서독간의 경기로, 1966년 7월 30일, 런던의 웸블리 경기장에서 열렸으며 96,924명의 관중들이 관전하였다. 잉글랜드는 연장전 끝에 4–2로 승리를 거두며 쥘 리메 트로피를 획득하였다. 잉글랜드는 당시 보편화 되지 않은 4–4–2의 밀집된 포메이션을 사용하면서 "날개 없는 불가사의" (영어: wingless wonder) 라는 꼬리표가 붙었다. 이 경기는 지금까지 잉글랜드가 거둔 유일한 월드컵 결승전 승리로 알려져 있으며, 제프 허스트는 월드컵 결승전에서 유일하게 해트트릭을 기록한 선수로 이름을 올렸다. 그리고 논란의 잉글랜드 3번째 득점은 고트프리트 딘스트 주심과 토피크 바흐라모프 부심이 판정을 내렸다.

## 결승전까지의 경기
| 팀         | 결과 | 경기장        | 라운드   |
| ---------- | ---- | ------------- | -------- |
| 우루과이   | 0–0  | 웸블리 경기장 | 1조      |
| 멕시코     | 2–0  | 웸블리 경기장 | 1조      |
| 프랑스     | 2–0  | 웸블리 경기장 | 1조      |
| 아르헨티나 | 1–0  | 웸블리 경기장 | 8강전    |
| 포르투갈   | 2–1  | 웸블리 경기장 | 준결승전 |

| 팀         | 결과 | 경기장          | 라운드   |
| ---------- | ---- | --------------- | -------- |
| 스위스     | 5–0  | 힐즈버러 경기장 | 2조      |
| 아르헨티나 | 0–0  | 빌라 파크       | 2조      |
| 스페인     | 2–1  | 빌라 파크       | 2조      |
| 우루과이   | 4–0  | 힐즈버러 경기장 | 8강전    |
| 소련       | 2–1  | 구디슨 파크     | 준결승전 |

## 경기 요약

### 정규 시간
앨프 램지가 지도하며 보비 무어를 주장으로 내세운 잉글랜드는 동전 던지기로 킥오프 권한을 얻어 선축으로 시작하였다. 경기 시작 12분 후, 지크프리트 헬트는 잉글랜드 페널티 에어리어 안으로 크로스를 올렸고, 레이 윌슨은 헤딩에서 실수를 범하며 헬무트 할러에게 공을 헌납하였고, 이는 유효 슈팅으로 이어졌다. 잭 찰턴과 고든 뱅크스 수문장은 이 공을 잘못 처리하였고, 유효 슈팅은 서독의 1–0 리드로 이어졌다.
19분이 되어서, 볼프강 오베라트는 무어가 곧 차낸 프리킥을 헌납하였고, 이 킥은 서독 진영에 떨어졌으며, 견제 받지 않은 제프 허스트가 하단부를 노린 헤딩으로 경기를 원점으로 돌렸다. 전반전은 이 스코어 그대로 종료되었고, 77분에 잉글랜드는 코너킥 기회를 얻었다. 앨런 볼은 공을 제프 허스트에게 배급하였고, 허스트의 슛은 페널티 에어리어 외곽에 굴절되어 마틴 피터스로 연결되었다. 피터스는 슈팅을 하여 서독의 수문장 한스 틸코프스키를 따돌려 7.2m 슈팅을 날려 잉글랜드에 2–1 리드를 가져다 주었다.
경기 종료를 앞두고 서독은 동점골을 넣기 위해 압박을 하였으며, 막판에 우베 젤러가 잭 찰턴이 반칙을 했다고 주심에게 주장하면서 프리킥을 얻어내었다. 프리킥은 로타어 에메리히가 찼으며, 공은 조지 코헨에 의해 막혔으나, 공은 잉글랜드 문전 5.5m 앞에서 바운드 되었고, 볼프강 베버는 극적인 2–2 동점골을 넣으며, 경기를 연장전으로 끌고 갔다. 서독의 동점골 과정에서 카를하인츠 슈넬링거가 공을 건드린 것으로 보여 논란을 일으키기도 하였다. 고든 뱅크스는 공이 슈넬링어의 손을 맞았다고 주장하였다.

### 연장전
잉글랜드는 전방을 압박하며 여러 차례 득점기회를 잡았다. 특히, 연장 5분에 보비 찰턴은 골대를 강타한 뒤 또다른 슛을 골대 밖으로 날렸다. 11분 경과된 상황에서, 앨런 볼은 제프 허스트에게 크로스를 배급하였고, 돌아서 근접 슈팅을 날렸다. 공은 크로스바 하단부를 강타하였고, 낙하한 뒤, 골라인에 착지한 뒤 튀어나갔다. 매우 극적인 상황에서, 골인지 불확실해하는 고트프리트 딘스트 주심은 소련 출신의 토피크 바흐라모프 부심과 상의하였다. 공용으로 사용되는 언어가 없음에 따라, 무언의 의사소통이 오고갔고, 스위스 주심은 잉글랜드 골로 판정을 내렸다. 관중들과 4억명의 TV 시청자들은 골이 판정돼야 할지 안 돼야 할지 언쟁을 벌였다.
잉글랜드의 3번째 득점은 경기때부터 논란의 대상이 되었다. 경기 규정에 따르면 골은 "공이 골라인을 완전히 넘은 것"으로 정의된다.
잉글랜드에서, 서포터들은 부심이 좋은 위치에서 판정을 내렸으며, 공에 가장 근접해 있던 로저 헌트가 리바운드 된 공을 집어넣으려 하기 보다는 골 세레머니에 참가했다는 증거로 골을 주장하며 판정을 변호하였다.
필름영상 분석과 컴퓨터 시뮬레이션에 의한 현대 연구 결과에 따라 공이 골라인을 넘지 못하였다는 동일한 결과를 제출하였다 - 임페리얼 칼리지 런던 시각 정보 처리부의 던컨 길리스와 옥스퍼드 대학교 공학과학부의 이언 레이드와 앤드류 지서먼은 공이 2.5cm에서 6.0cm정도 더 안쪽으로 이동해야 골 라인을 넘으며, 골이라고 절대 주장 불가능하다고 하였다. 더 나아가서, 아마추어 비디오 작가가 잉글랜드 골라인과 거의 평행하게 다른 각도에서 촬영한 허스트 골의 영상이 존재한다. 이 필름영상물에서도 공이 골라인을 완전히 넘지 못했다는 주장을 뒷받침한다.
몇몇 서독 팬들은 소련이 앞서 준결승전에서 서독에 패한 것이 부심 (바흐라모프는 아제르바이잔 출신이다.)의 왜곡된 판정에 영향을 미쳤을 가능성이 있다고 집었다. 바흐라모프는 훗날 회고록에 공이 크로스바가 아닌 네트로부터 튕겨 나왔을 것이라 생각하였으나, 그는 나머지 순간을 유심히 볼 수 없었고, 그에 따라 공이 지면의 어디에 낙하했는지는 상관하지 않았다고 적었다. (불분명한 바흐라모프의 소문에 따르면, 골을 판정한 것에 그에게 나중에 질문하였을 때 단순히 "스탈린그라드" 라고 답하였다라는 이야기가 떠돌았다. 여기에는 이것이 사실이라는 출처는 없다.) 스위스인 주심 고트프리트 딘스트는 이 장면을 보지 못하였다.
경기 종료 1분을 앞두고, 서독은 수비진까지 공격에 동원하여 절실한 막판 동점골을 노렸다. 공을 잡은 후, 보비 무어는 마킹이 되지 않은 제프 허스트에게 롱패스를 하였고, 허스트는 전방으로 공을 끌고 나갔는데, 이 와중에 몇몇 관중들은 필드 위로 난입하였고, 얼마 후 허스트가 득점하였다. 나중에 허스트는 그의 강슈팅에 대해 만약 빗나갈 경우 웸블리 스탠드에 있는 시계를 부수기 위해 의도된 것이라고 인정하였다.
결승골의 순간에 잉글랜드 축구 역사상 가장 유명한 어록들 중 하나가 나왔는데, BBC 해설가 케네스 월스튼홀름은 이 상황에 다음의 발언을 하였다:
"그리고 허스트가 접근합니다. 그가 성공했습니다... 몇 사람이 경기장에 난입하는데, 그들은 다 끝났다고 생각하는군요. 이제 끝났습니다! 4번째 골입니다!" (And here comes Hurst. He's got... some people are on the pitch, they think it's all over. It is now! It's four!)
결승전 공인구는 현재 맨체스터의 국립 축구 박물관에 전시중이다.

## 경기 상세 정보
| 잉글랜드                            | 4 – 2 (연장) | 서독                |
| ----------------------------------- | ------------ | ------------------- |
| 허스트 18′, 101′, 120′ · 피터스 78′ | 리포트       | 할러 12′ · 베버 89′ |

| 잉글랜드 | 서독 |

| GK        | 1  | 고든 뱅크스      |     |
| RB        | 2  | 조지 코헨        |     |
| CB        | 5  | 잭 찰턴          |     |
| CB        | 6  | 보비 무어 (주장) |     |
| LB        | 3  | 레이 윌슨        |     |
| DM        | 4  | 노비 스틸스      |     |
| RM        | 7  | 앨런 볼          |     |
| AM        | 9  | 보비 찰턴        |     |
| LM        | 16 | 마틴 피터스      | 20′ |
| CF        | 10 | 제프 허스트      |     |
| CF        | 21 | 로저 헌트        |     |
| 감독:     |    |                  |     |
| 앨프 램지 |    |                  |     |

| GK        | 1  | 한스 틸코프스키       |
| RB        | 2  | 호르스트디터 회트게스 |
| CB        | 5  | 빌리 슐츠             |
| CB        | 6  | 볼프강 베버           |
| LB        | 3  | 카를하인츠 슈넬링거   |
| CM        | 4  | 프란츠 베켄바워       |
| CM        | 12 | 볼프강 오베라트       |
| RF        | 8  | 헬무트 할러           |
| CF        | 9  | 우베 젤러 (주장)      |
| CF        | 10 | 지크프리트 헬트       |
| LF        | 11 | 로타어 에메리히       |
| 감독:     |    |                       |
| 헬무트 쇤 |    |                       |

| 심판진 - 부심: 토피크 바흐라모프 (소비에트 연방) - 부심: 카롤 갈바 박사 (체코슬로바키아) | 경기 규정 - 90분 - 필요시 연장전 30분 - 연장전 이후 동점시 다음 일정에 따라 재경기: - 19:30 WEST, 1966년 8월 2일 화요일 - 런던, 웸블리 경기장 - 선수교체 불가능 |

## 우승 사진과 기념상

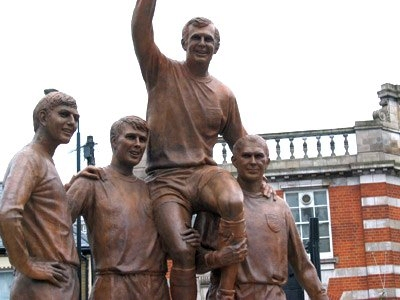
월드컵 기념상은 월드컵 트로피를 들어올리는 무어를 중심으로 하며, 제프 허스트의 무등을 타고 있으며, 레이 윌슨과 마틴 피터스와 함께 촬영된 사진을 베이스로 한다.

경기 이후의 웸블리에서의 우승 세레머니 사진들 중 하나는 보비 무어 주장이 쥘 리메 트로피를 한팔로 들어올린 것으로, 제프 허스트와 레이 윌슨의 무등을 타고 있으며, 마틴 피터스가 같이 있다. 무어와 웨스트 햄 Utd 선수들에 우승 경의의 표시로, 클럽과 뉴엄 구 의회는 이를 조각상으로 제작하기로 공동 합의하였다. 2003년 4월 28일, 잉글랜드 축구 협회 회장인 앤드류 왕자는 웨스트 햄의 홈구장 불린 그라운드 (업튼 파크) 인근의 주요 장소인 바킹 로와 그린 가의 교차점에 월드컵 기념상 (혹은 챔피언) 을 공개하였다. 보통 인물의 1.5배인 이 조각상은 필립 잭슨이 조각하였다.

## 문화적으로 끼친 영향

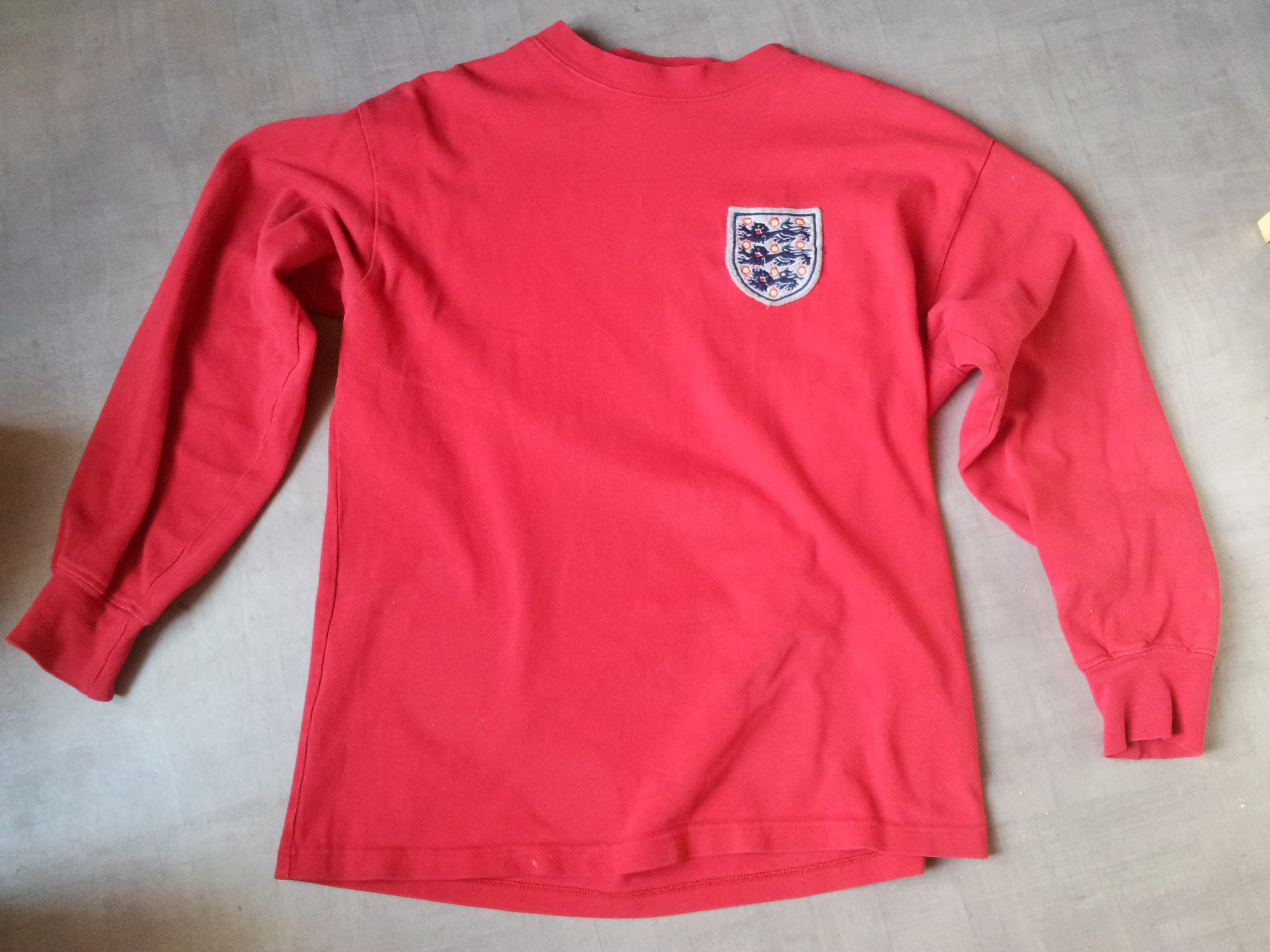
잉글랜드의 결승전 유니폼 레플리카l

이 경기는 2009년 9월을 기준으로 영국TV에서 가장 많은 사람이 시청한 경기인데, 3260만명이 이 경기를 시청하였다. 독일에서, 크로스바에 맞고 골라인에 낙하한 골을 허스트의 두번째 골에 대한 논란에서 따와 웸블리-골 (Wembley Tor) 라고 부른다. 이 골은 여러 차례 패러디의 대상이 되었다. 이 중 주요 패러디물로는 다음이 존재한다:
- 잉글랜드의 3번째 득점은 아디다스의 2006년 광고에 등장하는데, 여기에서 잉글랜드 미드필더인 프랭크 램퍼드가 독일 수문장 올리버 칸에게 슛을 날렸고, 비슷한 일이 일어났다. 아이러니하게도 2010년 6월 27일, 2010년 FIFA 월드컵에서 2–2 동점일줄 알았던 램퍼드의 골이 취소되면서 광고에서 촬영한 내용이 실제로 일어났다. (이 경기에서 독일이 4–1로 승리하였다.)
- 케네스 월스튼홀름은 3번째 골을 해설할 당시, "골입니다!" 라고 해설하였는데, 이는 유리 깨지는 소리와 함께 비틀즈의 Anthology 3 앨범에 수록된 "Glass Onion"에 사용되었다.
- 킷캣은 킷캣 바를 광고할 때 논란의 3번째 득점을 패러디하였다. 득점 후 부심은 경기 도중 킷캣바를 먹는 것으로 나타났다. 골일 수도 있는 순간을 직시했을 때, 그는 초코바를 입에 쑤셔놓고 골로 판정하였다.

1966년 8월 잉글랜드 우승 (ENGLAND WINNERS) 이 붙은 특수 4D 우표가 우승을 기념하기 위해 영국 우체부에 의해 출시되었고, 시민들의 열렬한 성의로 인해 15실링으로 가격이 인상되었으나, 희귀한 우표가 아닌 것을 알게 되자 원래 가격으로 재조정되었다.
잉글랜드는 월드컵 우승을 기념하기 위해 2번의 세계대전과 1번의 월드컵 (Two World Wars and One World Cup)이라는 응원구호를 만들었다.

## 2009년 우승 메달 수여
잉글랜드 대표팀의 선수들 및 코칭스태프는 1966년에 우승 메달을 받지 않았고, 2009년 6월 10일에 런던의 다우닝 가 10번지에서의 의식 후에 받았다. 본래, 경기에 출전한 11명의 선수들만이 우승 메달을 받았으나, FIFA는 나중에 1930년부터 1974년까지의 모든 FIFA 월드컵 우승팀 경기에 결장한 선수들과 코칭스태프에게도 메달을 수여하였다.

## 같이 보기
- 독일-잉글랜드 축구 경쟁
- 유령골